# Aéroport de l'île de Gag
L'aéroport de l'île de Gag (code IATA : GAV) est situé sur l'île de Gag, dans l'archipel des Ampat en Indonésie.